# Rissoina striosa
Rissoina striosa är en snäckart som först beskrevs av C. B. Adams 1850.  Rissoina striosa ingår i släktet Rissoina och familjen Rissoidae. Inga underarter finns listade i Catalogue of Life.